# Liceul Pedagogic „Ioan Popescu”

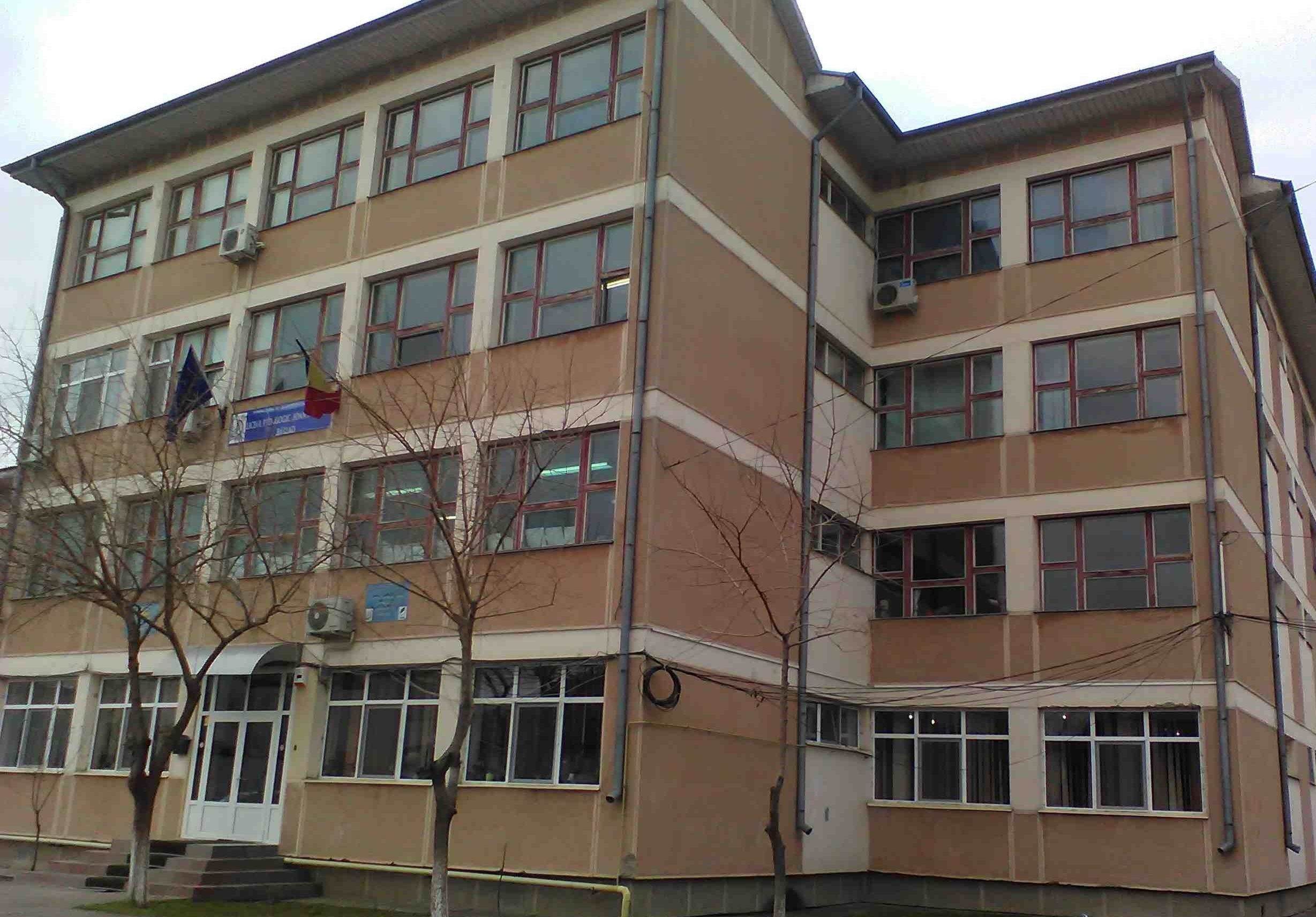

Liceul Pedagogic „Ioan Popescu” este o instituție de învățământ liceal din Bârlad, județul Vaslui, România. 
Alături de profilul Pedagogic, instituția școlarizează elevi pentru alte specializări din cadrul filierei vocaționale (Arte Plastice, Muzică, Sport), dar și din cadrul filierei teoretice (Specializarea Limba Engleză și Limba Franceză).  Există și o grădiniță cu program normal unde elevii de la profilul pedagogic fac practica de specialitate.
Director - Prof. dr. Daniela Marinescu (17.02.2022 - prezent) 
Director adjunct - Prof. Daniel Stratulat (01.09.2023 - prezent)

## Istoric
Școala a fost fondată în 1870 , sub numele de Liceul Pedagogic „Prințul Ferdinard”, și este a doua școală pedagogică, ca vechime, din Moldova și a șasea din Principatele Române.

	
În 1894 au fost puse bazele Școlii de aplicație pentru practica elevilor de la clasele de pedagogie. În decursul lungii sale istorii, școala a activat în mai multe sedii (Clădirea lui Panainte Velicovici, într-un sediu special construit și distrus în cel de-al doilea război mondial, Liceul G.R.Codreanu (1949-1958), Complexul Școlar Bârlad, ca să numim doar câteva), până pe 15 septembrie 2001, când a fost definitiv mutat pe sediul din strada Lirei. Și numele liceului s-a schimbat de-a lungul timpului: Liceul Pedagogic „Prințul Ferdinard”, Școala Normală Bîrlad, Liceul Pedagogic „Alexandru Vlahuță”. 
Începând cu 1 septembrie 2014, liceul poartă numele „Ioan Popescu”, după numele fondatorului și a primului său director.

## Profile și specializări
1. Filiera Vocațională:
  1. Profilul Pedagogic
    1. învâțători educatori;
    2. instructor pentru activități extrașcolare / Educator - Puericultor

  2. Profilul Artistic
    1. Arte Plastice
    2. Muzică
    3. Teatru (actualmente întrerupt);

  3. Profil Sportiv
2. Filiera teoretică
  1. Limba Engleză
  2. Limba Franceză (actualmente întrerupt);
3. Grădinița cu program normal